# جيف أغوس
جيف اغوس (بالإنجليزية: Jeff Agoos) ولد 2 مايو 1968 في جنيف، هو لاعب كرة قدم أمريكي سابق كان يلعب كمدافع. شارك جيف مع منتخب بلاده في عدة بطولات من بينها بطولة كأس العالم لكرة القدم 1998. فاز مع نادي دي سي يونايتد بكأس بطولة الولايات المتحدة المفتوحة 1996

## روابط خارجية
- جيف اغوس على موقع الاتحاد الدولي (مؤرشف)  (الإنجليزية)
- جيف اغوس على موقع الدوري الأمريكي (الإنجليزية)
- جيف اغوس على موقع قاعدة بيانات كرة القدم.إي يو (الإنجليزية)
- جيف اغوس على موقع ناشيونال فوتبول تيمز (الإنجليزية)
- جيف اغوس على موقع أوليمبيديا (الإنجليزية)